# Русівський літературно-меморіальний музей Василя Стефаника
Русівський літературно-меморіальний музей Василя Стефаника — музей в селі Русів, Коломийського району Івано-Франківської області, присвячений життю і творчості Василя Стефаника.

## Короткий опис
Музей розташований в селі Русів, де народився і довший час проживав Василь Стефаник. Він похований на сільському цвинтарі с. Русів.
Музейна експозиція присвячена життю і творчості класика української літератури, новеліста Василя Стефаника. Музей розташований в меморіальному будинку письменника. Окрім меморіального будинку, що знаходиться в центрі села, музей має спеціально прибудоване приміщення.
Серед експонатів музею є багато рукописів, прижиттєвих видань письменника, важливих біографічних та історичних документів.

## Практична інформація
Музей розташований за адресою:
Вул. Стефаника, 20, с. Русів—78335 (Коломийський район, Івано-Франківська область, Україна).
Робочі дні: вівторок — неділя, години роботи: з 9:00 до 17:00 год. Музей входить до переліку об'єктів, перевірених на рівень доступності для людей з особливими потребами.